# Me‘arat Qeshet
Me‘arat Qeshet (hebreiska: מערת קשת, Me’arat Keshet) är en grotta i Israel.   Den ligger i distriktet Norra distriktet, i den norra delen av landet. Me‘arat Qeshet ligger 315 meter över havet.
Terrängen runt Me‘arat Qeshet är huvudsakligen kuperad, men åt sydväst är den platt. Terrängen runt Me‘arat Qeshet sluttar brant västerut. Runt Me‘arat Qeshet är det ganska tätbefolkat, med 90 invånare per kvadratkilometer. Närmaste större samhälle är Nahariya, 11,8 km sydväst om Me‘arat Qeshet. Trakten runt Me‘arat Qeshet består till största delen av jordbruksmark.